# Guam
Guam (engelska: Territory of Guam; chamorro: Guåhan) är ett amerikanskt autonomt territorium i ögruppen Marianerna i västra Stilla havet. FN anser området vara ett icke-självstyrande område.

## Geografi
Guam är den största och sydligaste ön i Marianerna, med en areal på cirka 549 km² vilket även gör den till den största ön i hela Mikronesien. Ön är cirka 48 km lång och upp till 19 km bred. Den högsta höjden är Mount Lamlam på 406 m ö.h.
Ön ligger cirka 5 300 km väster om Hawaii och cirka 2 500 km söder om Japan.

### Klimat och miljö
Klimatet på Guam är tropiskt, dvs varmt och fuktigt. Regntiden varar juli till december och under regntiden förekommer tyfoner.

### Administrativ indelning
Guam är indelat i 19 administrativa enheter, villages (svenska: byar'
Agana Heights, Agat, Asan-Maina, Barrigada, Chalan Pago-Ordot, Dededo, Hagåtña, Inarajan, Mangilao, Merizo, Mongmong-Toto-Maite, Piti, Santa Rita, Sinajana, Talofofo, Tamuning, Umatac, Yigo och Yona. Huvudorten Hagåtña med cirka 1 100 invånare ligger på öns västra del.

## Historia
Guam har troligen varit bebodd av polynesier sedan 1500-talet f.Kr.. Ön besöktes av portugisen Ferdinand Magellan den 6 mars 1521 under den första världsomseglingen. 1667 hamnade den under spansk överhöghet. USA erövrade ön den 21 juni 1898 under det spansk-amerikanska kriget och behöll den efter freden 1899.
Japan ockuperade Guam i december 1941 under andra världskriget. USA återtog ön i augusti 1944. Den 27 september 1949 blev Guam ett externt amerikanskt territorium med inre autonomi, vilket ön är än idag. Guam var huvudön i det av Förenta nationerna utsedda amerikanska förvaltningsmandatet US Trust Territory of the Pacific Islands åren 1954 till 1962.
Den 24 januari 1972 hittades den japanske militären Yokoi Shoichi i en otillgänglig del av ön, där han ensam hade gömt sig i djungeln ända sedan 1944.

## Idrott
Guam är rankat på 179:e plats på det internationella fotbollsförbundet, Fifas, världsranking för herrlandslag. Detta av totalt 207 landslag.

## Guvernörer
- Carlton S. Skinner, 1949–1953
- Ford Quint Elvidge, 1953–1956
- William T. Corbett, 1956–1956
- Richard Barrett Lowe, 1956–1959
- Marcellus G. Boss, 1959–1960
- Joseph F. Flores, 1960–1961
- William P. Daniel, 1961–1963
- Manuel F.L. Guerrero, 1963–1969
- Carlos G. Camacho, 1969–1975
- Ricardo J. Bordallo, 1975–1979
- Paul M. Calvo, 1979–1983
- Ricardo J. Bordallo, 1983–1987
- Joseph F. Ada, 1987–1995
- Carl T.C. Gutierrez, 1995–2003
- Felix Camacho, 2003–2011
- Eddie Calvo, 2011–

## Källhänvisningar
1. ↑  ”Non-Self-Governing Territories”. United Nations. http://www.un.org/en/decolonization/nonselfgovterritories.shtml. Läst 29 oktober 2012.